# Mmankgodi
Mmankgodi is een dorp in het district Kweneng in Botswana. De plaats telt 6802 inwoners (2011).